# 钱元璙
錢元璙（887年—942年），字德辉，杭州錢塘（今浙江杭州）人，原名钱传璙，是五代十國的吳越國武肃王钱镠的第六子，文穆王钱元瓘的哥哥，母亲莊穆夫人吴氏。同母兄弟钱传瑛、钱元㻑、錢傳璛、錢傳璟、钱元琳。
钱元璙历任沂王府咨议参军、宣武軍节度使判官，散骑常侍，马军厅事指挥使。武勇都之变，徐绾召淮南军入侵两浙。在顾全武的建议下，钱镠派钱传璙到淮南杨行密处通婚。途中，逃脱了润州团练使安仁义的扣留。到扬州，杨行密把女儿嫁给他，说生子当如钱郎，召田頵回军。钱传璙夫妻回到杭州钱塘，征缙云、睦州有功，为邵州刺史。克东洲，为睦州刺史。后镇苏州，为中吴建武等军节度使，苏州、常州、润州等团练使，太傅同中书门下平章事。文穆王钱元瓘即位，改传璙为元璙。其人性简约，习弓马。钱元瓘和他喝酒时对他说这是六哥的位置，小弟坐上是兄长所赐。钱元璙俯伏感泣。为检校太师，中书令，开府仪同三司。作金谷园烟雨楼养老。在苏州三十年，天福七年三月去世，灵柩前被后晋封为广陵郡王。年五十六岁，以王礼安葬，谥号宣义。七子：钱文英，后出家。钱文奉嗣父爵。钱文傑、钱文恽、钱文宗、钱文伟、钱文炳。
杨氏，杨行密的女儿。天复二年（902）钱元璙求婚于杨行密，兼为人质。隔了两年，杨行密允婚，遣己女及钱元璙回杭成婚。
继夫人江氏。